# Fédération slovène de rugby à XV
La Fédération slovène de rugby à XV (officiellement en slovène : Rugby zveza Slovenije) est l'instance qui régit l'organisation du rugby à XV en Slovénie.

## Historique
Le rugby à XV est introduit sur le territoire slovène à l'époque yougoslave, en 1962 à l'initiative d'étudiants croates de Split installés à Ljubljana. Après l'indépendance de la Slovénie en 1991, la pratique du rugby se structure indépendamment du reste des ex-territoires yougoslaves, bien que les clubs se tournent encore vers leurs homologues voisins d'Italie, d'Autriche, de Hongrie et de Croatie. La Fédération slovène est fondée dès 1990, sous le nom de Rugby zveza Slovenije.
Elle devient membre en 1992 de la FIRA-AER, organisme européen du rugby.
En mai 2016, elle devient membre de World Rugby, organisme international du rugby.
Elle est également membre du Comité olympique slovène.

## Logo
Le logo de la fédération représente une gentiane, une fleur poussant des les Alpes juliennes. Cet élément a été choisi peu après l'indépendance du pays, lors de la structuration de la fédération ; il devient rapidement le surnom des équipes nationales, popularisé par les premiers reportages dans les médias.

Évolution du logo
Ancien logo.
Logo actuel.